# مجدي إسحاق
مجدى اسحاق من مواليد سنة 1947 في السويس في مصر
- جراح عظام مصرى بريطانى
- رئيس الجمعية الطبية المصرية في بريطانيا
- رئيس الاتحاد الاسكتلندى المصري
- نائب رئيس مجلس إدارة جمعية الصداقة المصرية البريطانية

الدكتور مجدى متزوج من د.ريتا جادالرب مستشارة وطبيبة تخدير في لندن، وله بنت واحده اسمها لورين ، جراحة الوجه و الفك في اسكتلندا ، المملكة المتحدة